# Pisachoides aphrophoroides
Pisachoides aphrophoroides är en insektsart som beskrevs av Fowler 1899. Pisachoides aphrophoroides ingår i släktet Pisachoides och familjen dvärgstritar. Inga underarter finns listade i Catalogue of Life.